# Silberfarbene Breitfußbeutelmaus
Die Silberfarbene Breitfußbeutelmaus (Antechinus argentus) ist eine Beuteltierart aus der Gattung der Breitfuß-Beutelmäuse, die erst im Oktober 2013 beschrieben wurde und nur von einer Hochebene im Osten des Kroombit-Tops-Nationalparks im australischen Bundesstaat Queensland bekannt ist.

## Beschreibung
Die Silberfarbene Breitfußbeutelmaus hat ein silbrig-graues Fell mit einem dunklen, grau-oliven Hinterteil und blass-silbrige Pfoten und kann anhand ihrer Färbung und des weniger derben Fells gut von der Gelbfuß-Beutelmaus (Antechinus flavipes) unterschieden werden, die gelbe bis orange Pfoten hat und wahrscheinlich ebenfalls im Kroombit-Tops-Nationalpark vorkommt. Von Antechinus mysticus, die einen braungelben Körper, einen grau-braunen Kopf und blasse Flecken über den Augen hat, unterscheidet sich Antechinus argentus durch die silbrig-graue Färbung und den hellen, ein wenig unterbrochenen Augenring. Im Vergleich zur Gelbfuß-Beutelmaus hat Antechinus argentus einen schmaleren und kleineren Schädel und kleinere Backenzähne, im Vergleich mit Antechinus mysticus einen kleineren Schädel, eine im Durchschnitt schmalere Schnauze und einen kürzeren Unterkiefer.

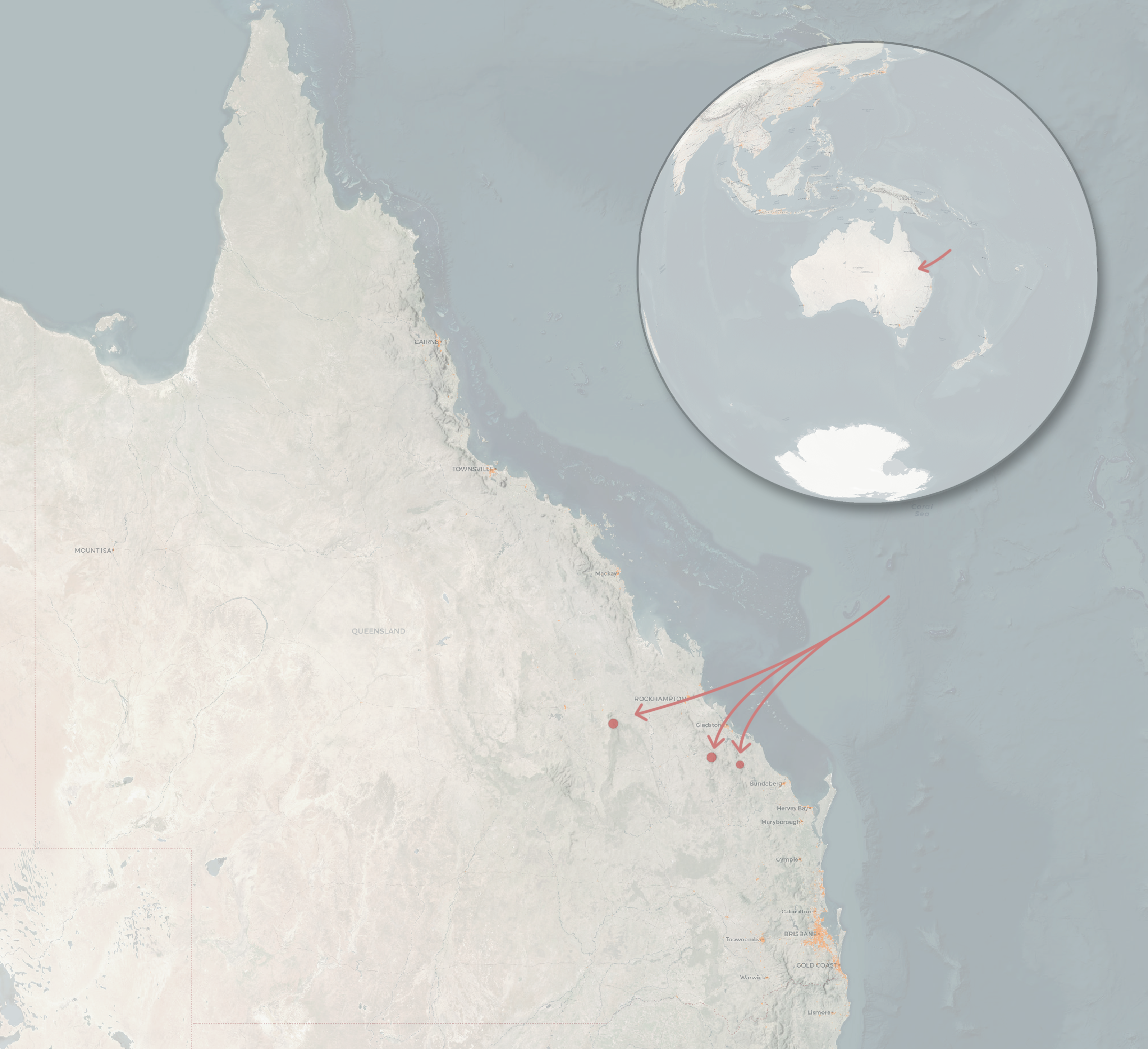
Das Verbreitungsgebiet der Silberfarbenen Breitfußbeutelmaus

Die Silberfarbene Breitfußbeutelmaus unterscheidet sich genetisch (mtDNA) stark sowohl von der Gelbfuß-Beutelmaus (Unterschied 9–11,2 %) als auch von A. mysticus (Unterschied 7,2–7,5 %) und bildet sowohl bei der Untersuchung der mitochondrialen DNA als auch bei einer kombinierten Untersuchung mitochondrialer und Zellkern-DNA eine deutliche Klade, die sich von allen anderen Antechinus-Arten unterscheidet.

## Verbreitung
Die Silberfarbene Breitfußbeutelmaus ist bisher nur von einer Hochebene im Osten des Kroombit-Tops-Nationalparks im australischen Bundesstaat Queensland bekannt und hat damit eines der kleinsten Verbreitungsgebiete unter allen australischen Säugetieren. Die Art könnte aber auch in ähnlichen Biotopen außerhalb des Nationalparks vorkommen. Die Autoren der Erstbeschreibung vermuten, dass die Art wegen des kleinen Verbreitungsgebietes gefährdet ist.

## Akute Bedrohung
Durch die Besonderheiten der Paarung ist A. argentus neben A. arktos akut vom Aussterben bedroht (Stand: Mai 2018).